# Lista de episódios de LazyTown
LazyTown é uma série de televisão de comédia musical educacional islandesa criada pelo campeão de ginástica, Magnús Scheving, o CEO da LazyTown Entertainment . O programa originalmente foi ao ar na Nickelodeon e Nick Jr. nos Estados Unidos e CBeebies no Reino Unido. Cinquenta e dois episódios foram produzidos entre 2004 e 2007, na primeira e segunda temporadas. A Turner Broadcasting System Europe adquiriu a LazyTown Entertainment em 2011 e encomendou uma terceira temporada[carece de fontes?] composta por 13 episódios, que estreou em 6 de abril de 2013 no Reino Unido no Cartoonito . A quarta temporada, composta por 13 episódios, estreou no Reino Unido em 2014. Uma série spin-off intitulada LazyTown Extra estreou no CBeebies em 15 de setembro de 2008

## Exibição
| Temporada | Temporada      | Episódios | Transmissão Original | Transmissão Original |
| Temporada | Temporada      | Episódios | Primeira exibição    | Último episódio      |
| --------- | -------------- | --------- | -------------------- | -------------------- |
|           | 1              | 34        | 16 agosto 2004       | 18 maio 2006         |
|           | 2              | 18        | 25 setembro 2006     | 15 outubro 2007      |
|           | LazyTown Extra | 26        | 15 setembro 2008     | 28 outubro 2008      |
|           | 3              | 13        | 13 março 2013        | 18 dezembro 2013     |
|           | 4              | 13        | 10 janeiro 2014      | 13 outubro 2014      |

## Lista de episódios

### Primeira temporada (2004–2006)
| # | Título                                    | Exibição original    |
| - | ----------------------------------------- | -------------------- |
| 1 | Bem-vindo a Lazy Town Welcome to LazyTown | 16 de agosto de 2004 |
| 2 | Desprezado Deefeted                       | 16 de agosto de 2004 |
| 3 | Dia Esportivo Sports Day                  | 17 de agosto de 2004 |
| 4 | O Cristal Roubado Crystal Caper           |                      |